# Chinese Volleyball League 2015-2016 (maschile)
La Chinese Volleyball League 2015-2016 si è svolta dal 15 novembre 2015 al 27 febbraio 2016: al torneo hanno partecipato 12 squadre di club cinesi e la vittoria finale è andata per la dodicesima volta, la seconda consecutiva, allo Shanghai.

## Squadre partecipanti
Girone A:
- Fujian
- Hebei
- Jiangsu
- Shanghai
- Sichuan
- Zhejiang

Girone B:
- Bayi
- Beijing
- Guangdong
- Henan
- Liaoning
- Shandong

## Regolamento
Le squadre disputano un girone all'italiana, con gare di andata e ritorno, per un totale di diciotto giornate, divise in due fasi:
- Nella prima fase vengono divise in due gironi da sei squadre ciascuno, affrontandosi in gare di andata e ritorno, al termine dei quali le prime quattro classificate continuano la propria corsa verso i play-off scudetto; le ultime due classificate di ciascun girone accedono ai play-out.
- Nella seconda fase ciascuna squadra affronta in gare di andata e ritorno le squadre provenienti dall'altro girone, sommando a questi risultati quelli ottenuti nella prima fase contro le squadre del proprio girone; le prime quattro classificate accedono ai play-off scudetto.

Al termine della regular season:
- Ai play-off scudetto le quattro squadre classificate danno vita a semifinali e finali al meglio delle cinque gare, venendo accoppiate col metodo della serpentina.
- Ai play-out ciascuna squadra affronta in gare di andata e ritorno le due squadre provenienti dall'altro girone, sommando a questi risultati quelli ottenuti nella prima fase contro l'altra squadra del proprio girone; le prime due classificate centrano la salvezza diretta, mentre le ultime due classificate accedono ad un torneo di qualificazione per il prossimo massimo campionato.
- Al torneo di qualificazione le due squadre danno vita a un round-robin contro le prime due classificate della seconda divisione nazionale, concluso il quale le prime due classificate sono ammesse alla massima serie.

## Campionato

### Regular season

#### Prima fase

##### Risultati
| Prima giornata |                      |     |                            |
|                |                      |     |                            |
| 15-11          | Jiangsu - Zhejiang   | 1-3 | 21-25, 25-20, 19-25, 23-25 |
| 15-11          | Sichuan - Fujian     | 3-1 | 13-25, 25-19, 25-18, 32-30 |
| 15-11          | Hebei - Shanghai     | 1-3 | 19-25, 21-25, 25-21, 23-25 |
| 15-11          | Henan - Bayi         | 0-3 | 19-25, 21-25, 31-33        |
| 15-11          | Liaoning - Beijing   | 0-3 | 16-25, 18-25, 20-25        |
| 15-11          | Guangdong - Shandong | 0-3 | 19-25, 23-25, 22-25        |

| Seconda giornata |                      |     |                                   |
|                  |                      |     |                                   |
| 19-11            | Shanghai - Hebei     | 3-1 | 23-25, 25-11, 25-22, 25-20        |
| 19-11            | Fujian - Sichuan     | 0-3 | 23-25, 15-25, 18-25               |
| 19-11            | Zhejiang - Jiangsu   | 2-3 | 25-20, 18-25, 18-25, 25-20, 11-15 |
| 19-11            | Shandong - Guangdong | 3-2 | 25-16, 25-22, 23-25, 24-26, 17-15 |
| 19-11            | Beijing - Liaoning   | 3-0 | 25-20, 25-16, 25-17               |
| 19-11            | Bayi - Henan         | 3-1 | 27-25, 19-25, 25-22, 28-26        |

| Terza giornata |                     |     |                                   |
|                |                     |     |                                   |
| 22-11          | Shanghai - Sichuan  | 3-0 | 25-16, 25-23, 25-21               |
| 22-11          | Jiangsu - Hebei     | 3-2 | 25-18, 23-25, 25-21, 23-25, 15-12 |
| 22-11          | Fujian - Zhejiang   | 3-2 | 25-23, 24-26, 23-25, 25-18, 15-10 |
| 22-11          | Shandong - Bayi     | 2-3 | 25-22, 21-25, 22-25, 25-18, 13-15 |
| 22-11          | Beijing - Guangdong | 3-0 | 25-15, 25-14, 25-19               |
| 22-11          | Henan - Liaoning    | 3-0 | 25-23, 25-22, 25-19               |

| Quarta giornata |                      |     |                            |
|                 |                      |     |                            |
| 26-11           | Shanghai - Fujian    | 3-1 | 22-25, 25-22, 25-19, 25-13 |
| 26-11           | Sichuan - Jiangsu    | 3-1 | 18-25, 25-14, 25-22, 29-27 |
| 26-11           | Zhejiang - Hebei     | 3-0 | 25-22, 25-23, 25-21        |
| 26-11           | Guangdong - Liaoning | 3-1 | 26-24, 25-12, 20-25, 27-25 |
| 26-11           | Bayi - Beijing       | 0-3 | 23-25, 19-25, 22-25        |
| 26-11           | Shandong - Henan     | 3-0 | 25-23, 25-22, 25-10        |

| Quinta giornata |                     |     |                                   |
|                 |                     |     |                                   |
| 29-11           | Jiangsu - Fujian    | 2-3 | 25-27, 25-22, 25-22, 18-25, 9-15  |
| 29-11           | Sichuan - Hebei     | 3-1 | 30-28, 25-27, 28-26, 25-16        |
| 29-11           | Zhejiang - Shanghai | 1-3 | 19-25, 25-15, 19-25, 22-25        |
| 29-11           | Shandong - Liaoning | 3-2 | 25-13, 18-25, 22-25, 25-10, 15-10 |
| 29-11           | Beijing - Henan     | 3-0 | 25-19, 25-15, 25-18               |
| 29-11           | Bayi - Guangdong    | 3-0 | 25-10, 25-21, 29-27               |

| Sesta giornata |                    |     |                                  |
|                |                    |     |                                  |
| 03-12          | Shanghai - Jiangsu | 3-1 | 24-26, 25-17, 25-23, 26-24       |
| 03-12          | Zhejiang - Sichuan | 2-3 | 25-21, 25-20, 21-25, 23-25, 6-15 |
| 03-12          | Hebei - Fujian     | 1-3 | 22-25, 25-11, 23-25, 22-25       |
| 03-12          | Shandong - Beijing | 1-3 | 25-20, 16-25, 17-25, 20-25       |
| 03-12          | Henan - Guangdong  | 3-0 | 25-22, 25-20, 25-18              |
| 03-12          | Liaoning - Bayi    | 1-3 | 16-25, 21-25, 25-22, 21-25       |

| Settima giornata |                    |     |                                   |
|                  |                    |     |                                   |
| 06-12            | Jiangsu - Shanghai | 0-3 | 23-25, 23-25, 22-25               |
| 06-12            | Sichuan - Zhejiang | 3-0 | 25-17, 25-18, 25-18               |
| 06-12            | Fujian - Hebei     | 3-2 | 24-26, 25-17, 21-25, 25-21, 15-10 |
| 06-12            | Beijing - Shandong | 3-0 | 27-25, 25-17, 25-21               |
| 06-12            | Bayi - Liaoning    | 3-0 | 25-16, 25-15, 25-17               |
| 06-12            | Guangdong - Henan  | 0-3 | 17-25, 15-25, 21-25               |

| Ottava giornata |                     |     |                            |
|                 |                     |     |                            |
| 10-12           | Sichuan - Shanghai  | 3-0 | 25-22, 25-19, 25-17        |
| 10-12           | Zhejiang - Fujian   | 1-3 | 19-25, 20-25, 25-17, 18-25 |
| 10-12           | Hebei - Jiangsu     | 0-3 | 19-25, 7-25, 20-25         |
| 10-12           | Bayi - Shandong     | 3-1 | 21-25, 25-18, 27-25, 27-25 |
| 10-12           | Liaoning - Henan    | 0-3 | 22-25, 17-25, 18-25        |
| 10-12           | Guangdong - Beijing | 0-3 | 22-25, 14-25, 7-25         |

| Nona giornata |                      |     |                                   |
|               |                      |     |                                   |
| 13-12         | Jiangsu - Sichuan    | 1-3 | 21-25, 18-25, 25-23, 20-25        |
| 13-12         | Fujian - Shanghai    | 0-3 | 17-25, 20-25, 18-25               |
| 13-12         | Hebei - Zhejiang     | 3-1 | 22-25, 25-16, 25-21, 25-22        |
| 13-12         | Beijing - Bayi       | 3-2 | 25-18, 25-23, 19-25, 23-25, 15-13 |
| 13-12         | Henan - Shandong     | 1-3 | 23-25, 22-25, 25-19, 17-25        |
| 13-12         | Liaoning - Guangdong | 3-2 | 25-22, 21-25, 28-30, 25-23, 15-11 |

| Decima giornata |                     |     |                            |
|                 |                     |     |                            |
| 17-12           | Shanghai - Zhejiang | 3-1 | 25-20, 25-27, 25-17, 25-20 |
| 17-12           | Fujian - Jiangsu    | 1-3 | 21-25, 25-20, 18-25, 19-25 |
| 17-12           | Hebei - Sichuan     | 3-0 | 25-17, 25-16, 25-21        |
| 17-12           | Henan - Beijing     | 1-3 | 25-22, 17-25, 17-25, 19-25 |
| 17-12           | Liaoning - Shandong | 0-3 | 18-25, 21-25, 19-25        |
| 17-12           | Guangdong - Bayi    | 1-3 | 21-25, 21-25, 25-23, 21-25 |

##### Classifica

###### Girone A
| Pos. | Squadra  | Pt | G  | V | P | SV | SP | Ratio | PF  | PS  | Ratio |
| ---- | -------- | -- | -- | - | - | -- | -- | ----- | --- | --- | ----- |
| 1.   | Shanghai | 27 | 10 | 9 | 1 | 27 | 9  | 3.000 | 864 | 762 | 1.130 |
| 2.   | Sichuan  | 23 | 10 | 8 | 2 | 24 | 12 | 2.000 | 843 | 778 | 1.080 |
| 3.   | Fujian   | 12 | 10 | 5 | 5 | 18 | 23 | 0.780 | 876 | 914 | 0.950 |
| 4.   | Jiangsu  | 11 | 10 | 4 | 6 | 18 | 23 | 0.780 | 906 | 903 | 1.000 |
| 5.   | Zhejiang | 9  | 10 | 2 | 8 | 16 | 25 | 0.640 | 857 | 931 | 0.920 |
| 6.   | Hebei    | 8  | 10 | 2 | 8 | 14 | 25 | 0.560 | 839 | 897 | 0.930 |

| Ai Play-out |

###### Girone B
| Pos. | Squadra   | Pt | G  | V  | P | SV | SP | Ratio | PF  | PS  | Ratio |
| ---- | --------- | -- | -- | -- | - | -- | -- | ----- | --- | --- | ----- |
| 1.   | Beijing   | 29 | 10 | 10 | 0 | 30 | 4  | 7.500 | 828 | 642 | 1.280 |
| 2.   | Bayi      | 24 | 10 | 8  | 2 | 26 | 12 | 2.160 | 902 | 822 | 1.090 |
| 3.   | Shandong  | 17 | 10 | 6  | 4 | 22 | 17 | 1.290 | 883 | 830 | 1.060 |
| 4.   | Henan     | 12 | 10 | 4  | 6 | 15 | 18 | 0.830 | 741 | 757 | 0.970 |
| 5.   | Guangdong | 5  | 10 | 1  | 9 | 8  | 28 | 0.280 | 727 | 866 | 0.830 |
| 6.   | Liaoning  | 3  | 10 | 1  | 9 | 7  | 29 | 0.240 | 695 | 859 | 0.800 |

| Ai Play-out |

#### Seconda fase

##### Risultati
| Undicesima giornata |                      |     |                            |
|                     |                      |     |                            |
| 24-12               | Shanghai - Henan     | 3-1 | 31-29, 25-23, 23-25, 25-17 |
| 24-12               | Sichuan - Shandong   | 1-3 | 20-25, 25-27, 25-23, 23-25 |
| 24-12               | Fujian - Bayi        | 3-1 | 24-26, 25-21, 25-20, 25-18 |
| 24-12               | Jiangsu - Beijing    | 0-3 | 20-25, 23-25, 16-25        |
| 24-12               | Zhejiang - Guangdong | 3-1 | 22-25, 25-19, 25-22, 25-23 |
| 24-12               | Hebei - Liaoning     | 3-1 | 25-22, 21-25, 25-19, 25-15 |

| Dodicesima giornata |                     |     |                                   |
|                     |                     |     |                                   |
| 27-12               | Shanghai - Shandong | 0-3 | 22-25, 20-25, 24-26               |
| 27-12               | Sichuan - Bayi      | 3-2 | 25-20, 25-20, 21-25, 21-25, 15-12 |
| 27-12               | Fujian - Beijing    | 1-3 | 18-25, 25-20, 24-26, 10-25        |
| 27-12               | Jiangsu - Henan     | 0-3 | 22-25, 25-27, 20-25               |
| 27-12               | Zhejiang - Liaoning | 3-1 | 22-25, 25-18, 25-15, 25-22        |
| 27-12               | Hebei - Guangdong   | 3-0 | 25-21, 25-22, 25-15               |

| Tredicesima giornata |                      |     |                                   |
|                      |                      |     |                                   |
| 31-12                | Beijing - Jiangsu    | 3-0 | 25-20, 25-19, 25-23               |
| 31-12                | Bayi - Fujian        | 2-3 | 25-16, 24-26, 27-25, 22-25, 13-15 |
| 31-12                | Shandong - Sichuan   | 3-0 | 25-15, 25-15, 25-16               |
| 31-12                | Henan - Shanghai     | 0-3 | 23-25, 23-25, 20-25               |
| 31-12                | Guangdong - Zhejiang | 1-3 | 25-27, 25-21, 22-25, 22-25        |
| 31-12                | Liaoning - Hebei     | 0-3 | 21-25, 22-25, 18-25               |

| Quattordicesima giornata |                     |     |                                   |
|                          |                     |     |                                   |
| 03-01                    | Beijing - Fujian    | 3-0 | 25-19, 25-14, 25-17               |
| 03-01                    | Bayi - Sichuan      | 3-2 | 25-21, 20-25, 29-27, 29-31, 15-10 |
| 03-01                    | Shandong - Shanghai | 0-3 | 13-25, 21-25, 16-25               |
| 03-01                    | Henan - Jiangsu     | 3-1 | 25-20, 22-25, 25-14, 25-18        |
| 03-01                    | Guangdong - Hebei   | 3-2 | 25-18, 26-28, 15-25, 25-23, 15-11 |
| 03-01                    | Liaoning - Zhejiang | 3-2 | 27-25, 22-25, 25-22, 17-25, 15-13 |

| Quindicesima giornata |                    |     |                            |
|                       |                    |     |                            |
| 07-01                 | Shanghai - Bayi    | 3-0 | 25-16, 25-18, 25-18        |
| 07-01                 | Sichuan - Beijing  | 1-3 | 21-25, 19-25, 25-22, 21-25 |
| 07-01                 | Fujian - Henan     | 0-3 | 15-25, 17-25, 15-25        |
| 07-01                 | Jiangsu - Shandong | 1-3 | 25-22, 22-25, 21-25, 19-25 |

| Sedicesima giornata |                    |     |                                   |
|                     |                    |     |                                   |
| 10-01               | Shanghai - Beijing | 1-3 | 25-12, 20-25, 20-25, 16-25        |
| 10-01               | Sichuan - Henan    | 3-2 | 25-20, 21-25, 25-18, 20-25, 15-10 |
| 10-01               | Fujian - Shandong  | 2-3 | 19-25, 25-18, 22-25, 25-23, 11-15 |
| 10-01               | Jiangsu - Bayi     | 2-3 | 25-21, 26-28, 25-23, 18-25, 12-15 |

| Diciassettesima giornata |                    |     |                            |
|                          |                    |     |                            |
| 14-01                    | Beijing - Sichuan  | 1-3 | 21-25, 23-25, 27-25, 23-25 |
| 14-01                    | Bayi - Shanghai    | 0-3 | 16-25, 22-25, 18-25        |
| 14-01                    | Shandong - Jiangsu | 3-0 | 25-18, 25-18, 25-16        |
| 14-01                    | Henan - Fujian     | 3-1 | 25-21, 23-25, 32-30, 25-19 |

| Diciottesima giornata |                    |     |                            |
|                       |                    |     |                            |
| 17-01                 | Beijing - Shanghai | 3-0 | 25-19, 25-16, 25-21        |
| 17-01                 | Bayi - Jiangsu     | 3-0 | 25-16, 25-20, 28-26        |
| 17-01                 | Shandong - Fujian  | 1-3 | 25-21, 24-26, 28-30, 25-27 |
| 17-01                 | Henan - Sichuan    | 3-0 | 25-21, 28-26, 25-20        |

##### Classifica
| Pos. | Squadra   | Pt | G  | V  | P  | SV | SP | Ratio | PF   | PS   | Ratio |
| ---- | --------- | -- | -- | -- | -- | -- | -- | ----- | ---- | ---- | ----- |
| 1.   | Beijing   | 38 | 14 | 13 | 1  | 40 | 10 | 4.000 | 1202 | 1015 | 1.180 |
| 2.   | Shanghai  | 30 | 14 | 10 | 4  | 31 | 15 | 2.060 | 1087 | 983  | 1.100 |
| 3.   | Shandong  | 24 | 14 | 8  | 6  | 29 | 23 | 1.260 | 1195 | 1146 | 1.040 |
| 4.   | Sichuan   | 23 | 14 | 8  | 6  | 28 | 26 | 1.070 | 1219 | 1215 | 1.000 |
| 5.   | Bayi      | 21 | 14 | 7  | 7  | 28 | 29 | 0.960 | 1269 | 1295 | 0.970 |
| 6.   | Henan     | 16 | 14 | 5  | 9  | 21 | 29 | 0.720 | 1131 | 1161 | 0.970 |
| 7.   | Fujian    | 11 | 14 | 4  | 10 | 19 | 36 | 0.520 | 1157 | 1294 | 0.890 |
| 8.   | Jiangsu   | 5  | 14 | 1  | 13 | 12 | 40 | 0.300 | 1099 | 1250 | 0.87  |
| 9.   | Hebei     | 13 | 6  | 4  | 2  | 14 | 8  | 1.750 | 514  | 465  | 1.100 |
| 10.  | Zhejiang  | 13 | 6  | 4  | 2  | 15 | 9  | 1.660 | 561  | 532  | 1.050 |
| 11.  | Guangdong | 6  | 6  | 2  | 4  | 10 | 15 | 0.660 | 556  | 575  | 0.960 |
| 12.  | Liaoning  | 4  | 6  | 2  | 4  | 9  | 16 | 0.560 | 528  | 587  | 0.890 |

| Qualificate ai play-off scudetto | Al Challenge Match |

### Play-off
|  | Semifinali | Semifinali | Semifinali | Semifinali | Semifinali | Semifinali | Semifinali |  |  | Finale          | Finale   | Finale   | Finale   | Finale | Finale | Finale |  |
|  |            |            |            |            |            |            |            |  |  |                 |          |          |          |        |        |        |  |
|  | 1          | Beijing    | Beijing    | Beijing    | 3          | 3          | 3          |  |  |                 |          |          |          |        |        |        |  |
|  | 4          | Sichuan    | Sichuan    | Sichuan    | 1          | 1          | 1          |  |  | Beijing         | Beijing  | Beijing  | Beijing  | 1      | 1      | 0      |  |
|  | 2          | Shanghai   | Shanghai   | 3          | 0          | 3          | 3          |  |  | Shanghai        | Shanghai | Shanghai | Shanghai | 3      | 3      | 3      |  |
|  | 3          | Shandong   | Shandong   | 0          | 3          | 0          | 0          |  |  |                 |          |          |          |        |        |        |  |
|  |            |            |            |            |            |            |            |  |  |                 |          |          |          |        |        |        |  |
|  |            |            |            |            |            |            |            |  |  | Finale 3º posto |          |          |          |        |        |        |  |
|  |            |            |            |            |            |            |            |  |  |                 |          |          |          |        |        |        |  |
|  |            |            |            |            |            |            |            |  |  | Shandong        | Shandong | Shandong | 3        | 2      | 3      | 3      |  |
|  |            |            |            |            |            |            |            |  |  | Sichuan         | Sichuan  | Sichuan  | 0        | 3      | 2      | 0      |  |

#### Semifinali
| Gara 1 |                     |     |                            |
|        |                     |     |                            |
| 21-01  | Sichuan - Beijing   | 1-3 | 25-19, 14-25, 12-25, 19-25 |
| 21-01  | Shandong - Shanghai | 0-3 | 22-25, 20-25, 22-25        |

| Gara 2 |                     |     |                            |
|        |                     |     |                            |
| 24-01  | Sichuan - Beijing   | 1-3 | 25-21, 22-25, 21-25, 22-25 |
| 24-01  | Shandong - Shanghai | 3-0 | 25-16, 27-25, 25-21        |

| Gara 3 |                     |     |                            |
|        |                     |     |                            |
| 28-01  | Beijing - Sichuan   | 3-1 | 25-16, 25-16, 26-28, 25-22 |
| 28-01  | Shanghai - Shandong | 3-0 | 25-20, 29-27, 25-17        |

| Gara 4 |                     |     |                                   |
|        |                     |     |                                   |
| 30-01  | Shanghai - Shandong | 3-2 | 25-20, 25-16, 19-25, 23-25, 18-16 |

#### Finale
| Gara 1 |                    |     |                            |
|        |                    |     |                            |
| 16-02  | Shanghai - Beijing | 3-1 | 25-20, 25-14, 18-25, 27-25 |

| Gara 2 |                    |     |                            |
|        |                    |     |                            |
| 20-02  | Shanghai - Beijing | 3-1 | 20-25, 25-17, 25-20, 25-22 |

| \| Gara 3 \| \| \| \| \| \| \| \| \| \| 27-02 \| Beijing - Shanghai \| 0-3 \| 18-25, 25-27, 19-25 \| |                    |     |                     |
| Gara 3                                                                                               |                    |     |                     |
| |                    |     |                     |
| 27-02                                                                                                | Beijing - Shanghai | 0-3 | 18-25, 25-27, 19-25 |

#### Finale 3º posto
| Gara 1 |                    |     |                     |
|        |                    |     |                     |
| 16-02  | Sichuan - Shandong | 0-3 | 21-25, 21-25, 16-25 |

| Gara 2 |                    |     |                     |
|        |                    |     |                     |
| 18-02  | Sichuan - Shandong | 3-0 | 25-20, 25-23, 25-18 |

| Gara 3 |                    |     |                                   |
|        |                    |     |                                   |
| 21-02  | Shandong - Sichuan | 3-2 | 25-23, 25-19, 17-25, 20-25, 15-13 |

| Gara 4 |                    |     |                     |
|        |                    |     |                     |
| 23-02  | Shandong - Sichuan | 3-0 | 25-19, 25-17, 30-28 |

### Torneo di qualificazione
| Round-robin |                      |     |                            |
|             |                      |     |                            |
| 18-01       | Tianjin - Liaoning   | 3-1 | 25-18, 19-25, 25-23, 25-21 |
| 18-01       | Hubei - Guangdong    | 3-1 | 23-25, 25-14, 25-17, 25-21 |
| 19-01       | Tianjin - Hubei      | 3-0 | 25-22, 25-18, 25-22        |
| 19-01       | Guangdong - Liaoning | 3-1 | 25-18, 25-23, 23-25, 25-18 |
| 20-01       | Hubei - Liaoning     | 3-1 |                            |
| 20-01       | Tianjin - Guangdong  | 3-0 | 25-19, 25-22, 26-24        |

| Gruppo A | Gruppo A  | Gruppo A | Partite | Partite | Partite | Set | Set | Set   |
| #        | Squadra   | Pt       | G       | V       | P       | V   | P   | Qz    |
| -------- | --------- | -------- | ------- | ------- | ------- | --- | --- | ----- |
| 1        | Tianjin   | 9        | 3       | 3       | 0       | 9   | 1   | 9.000 |
| 2        | Hubei     | 6        | 3       | 2       | 1       | 6   | 5   | 1.200 |
| 3        | Guangdong | 3        | 3       | 1       | 2       | 4   | 7   | 0.571 |
| 4        | Liaoning  | 0        | 3       | 0       | 3       | 3   | 9   | 0.333 |

## Premi individuali
| Premio                 | Giocatore        | Squadra  |
| ---------------------- | ---------------- | -------- |
| MVP                    | Cristian Savani  | Shanghai |
| Miglior palleggiatrice | Li Runming       | Shandong |
| Miglior opposto        | Giulio Sabbi     | Shanghai |
| Miglior schiacciatrice | Cristian Savani  | Shanghai |
| Miglior schiacciatrice | Zbigniew Bartman | Sichuan  |
| Miglior centrale       | Geng Xin         | Shandong |
| Miglior libero         | Ren Qi           | Shanghai |
| Miglior allenatore     | Shen Qiong       | Shanghai |
| Miglior esordiente     | Tang Chuanhang   | Bayi     |

## Classifica finale
| Pos | Squadra   | Verdetto                        |
| --- | --------- | ------------------------------- |
| 1   | Shanghai  | Al campionato asiatico per club |
| 2   | Beijing   |                                 |
| 3   | Shandong  |                                 |
| 4   | Sichuan   |                                 |
| 5   | Bayi      |                                 |
| 6   | Henan     |                                 |
| 7   | Fujian    |                                 |
| 8   | Jiangsu   |                                 |
| 9   | Hebei     |                                 |
| 10  | Zhejiang  |                                 |
| 11  | Guangdong | Chinese Volleyball League B     |
| 12  | Liaoning  | Chinese Volleyball League B     |

## Statistiche
| Rendimento individuale | Rendimento individuale | Rendimento individuale | Rendimento individuale |
| Pos.                   | Nome                   | Punti                  | Squadra                |
| ---------------------- | ---------------------- | ---------------------- | ---------------------- |
| 1                      | Thomas Edgar           | 483                    | Beijing                |
| 2                      | Zbigniew Bartman       | 414                    | Sichuan                |
| 3                      | Ji Daoshuai            | 361                    | Shandong               |
| 4                      | Giulio Sabbi           | 350                    | Shanghai               |
| 5                      | Michał Łasko           | 347                    | Sichuan                |
| 6                      | Cui Jianjun            | 321                    | Henan                  |
| 7                      | Zhong Weijun           | 320                    | Bayi                   |
| 8                      | Tang Chuanhang         | 313                    | Bayi                   |
| 9                      | Leonel Marshall        | 313                    | Beijing                |
| 10                     | Liu Xiangdong          | 310                    | Jiangsu                |

| Attacchi vincenti | Attacchi vincenti | Attacchi vincenti | Attacchi vincenti |
| Pos.              | Nome              | Punti             | Squadra           |
| ----------------- | ----------------- | ----------------- | ----------------- |
| 1                 | Thomas Edgar      | 443               | Beijing           |
| 2                 | Zbigniew Bartman  | 373               | Sichuan           |
| 3                 | Cui Jianjun       | 306               | Henan             |
| 4                 | Ji Daoshuai       | 304               | Shandong          |
| 5                 | Giulio Sabbi      | 303               | Shanghai          |
| 6                 | Michał Łasko      | 288               | Sichuan           |
| 7                 | Zhong Weijun      | 279               | Bayi              |
| 8                 | Tang Chuanhang    | 279               | Bayi              |
| 9                 | Chen Chien-chen   | 276               | Fujian            |
| 10                | Liu Xiangdong     | 270               | Jiangsu           |

| Muri vincenti | Muri vincenti | Muri vincenti | Muri vincenti |
| Pos.          | Nome          | Punti         | Squadra       |
| ------------- | ------------- | ------------- | ------------- |
| 1             | Geng Xin      | 74            | Shandong      |
| 2             | Qin Song      | 74            | Sichuan       |
| 3             | Rao Shuhan    | 64            | Fujian        |
| 4             | Li Yuanbo     | 52            | Henan         |
| 5             | Xu Jingtao    | 50            | Bayi          |
| 6             | Xu Hanhua     | 43            | Fujian        |
| 7             | Tang Cheng    | 41            | Sichuan       |
| 8             | Cui Xiao      | 41            | Shandong      |
| 9             | Chen Longhai  | 38            | Shanghai      |
| 10            | Dai Qingyao   | 36            | Shanghai      |

| Battute vincenti | Battute vincenti | Battute vincenti | Battute vincenti |
| Pos.             | Nome             | Punti            | Squadra          |
| ---------------- | ---------------- | ---------------- | ---------------- |
| 1                | Giulio Sabbi     | 35               | Shanghai         |
| 2                | Cristian Savani  | 35               | Shanghai         |
| 3                | Michał Łasko     | 30               | Sichuan          |
| 4                | Leonel Marshall  | 30               | Beijing          |
| 5                | Ji Daoshuai      | 29               | Shandong         |
| 6                | Kang Kang        | 28               | Beijing          |
| 7                | Thomas Edgar     | 26               | Beijing          |
| 8                | Liang Chunlong   | 25               | Beijing          |
| 9                | Zhong Weijun     | 20               | Bayi             |
| 10               | Dai Qingyao      | 20               | Shanghai         |